# Сантос, Нилтон
Ни́лтон дос Рейс Са́нтос (порт.-браз. Nílton dos Reis Santos; 16 мая 1925, Рио-де-Жанейро — 27 ноября 2013, Рио-де-Жанейро) — бразильский футболист, левый защитник. Всю карьеру выступал за один клуб — «Ботафого», за который сыграл 722 матча и забил 11 голов. В составе сборной Бразилии провёл 75 матчей и забил 3 гола.
Двукратный чемпион мира, серебряный призёр чемпионата мира, чемпион Южной Америки, трёхкратный серебряный призёр чемпионата Южной Америки. Четырёхкратный победитель чемпионата Рио-де-Жанейро, двукратный победитель турнира Рио — Сан-Паулу и Кубка Роберто Гомеса Педрозы. Рекордсмен «Ботафого» по числу сыгранных матчей. Первый футболист, сыгравший на 4 чемпионатах мира.
Входит в список 50 лучших футболистов XX века по версии Guerin Sportivo и в число 100 лучших футболистов XX века по версии World Soccer и Voetbal International. Занимает 12 место среди лучших игроков XX века в Южной Америке по опросу МФФИИС и 22 место среди лучших игроков XX века по опросу Placar. Член ФИФА 100. Член символической сборной чемпионата мира 1958. Обладатель почётной премии мастерам бразильского футбола. Некоторыми считается лучшим левым защитником в истории футбола, в частности ФИФА в 2000 году назвала Сантоса лучшим левым защитником в истории футбола.
Именем Нилтона Сантоса назван стадион в Палмасе, штат Токантинс, а также Олимпийский стадион в Рио-де-Жанейро.

## Ранние годы
Нилтон Сантос родился в полдень 16 мая 1925 года на острове Губернатора в пригороде Рио-де-Жанейро в семье рыбака Педро и школьной уборщицы Жозелии. Нилтон был в семье первенцем, позже у него родились семеро братьев и сестёр. Поскольку отец будущего футболиста был рыбаком, фактически вся семья занималась рыболовством и ловлей креветок, помогая главе семейства. Благодаря этому Сантосы всегда имели возможность сытно поесть. Позже Нилтон вспоминал: «Возможно, своим крепким здоровьем я обязан именно этим продуктам, которые потреблял в детстве и позднее, уже став взрослым». Для Сантоса рыбалка на протяжении всей жизни оставалась самым любимым хобби.
Детство Нилтона прошло на улице Эстрада де Флешейрас: «Жили мы дружно, вечерами на улице устраивались праздники с танцами, фейерверками, отмечали дни Святого Рамоса. Вдоль пляжа по волнам залива скользили лодки, украшенные флажками, цветными платками и лентами. На носу лодок горели факелы». В возрасте 7 лет Нилтон пошёл в местную муниципальную школу Алберто ди Оливейры. Параллельно с занятиями он подрабатывал, помогая торговцам перевозить на тележке овощи и фрукты, ставить на рынке палатки и навесы, приносил им воду в стрелянных бутылках, чтобы они могли смочить овощи и зелень, придав им товарный вид.
Я рос очень худым, но крепким и выносливым парнем. Никогда не болел тяжёлыми болезнями, и мог играть в футбол без устали. В игре соперники пытались меня остановить неправильными приёмами, но редко кому это удавалось. Я увёртывался, перепрыгивал через чужие ноги. На мне рвали рубашки, но никто не мог остановить меня.
В 1937 году Нилтон вместе с друзьями — Жервазио, Фегиньо, Пери, Вилсоном, Плинио, Сампайо, Кандидо, Жарзиньо и двоюродным братом Моасиром создал детскую команду, которую назвали «Фумо». Там юный игрок сразу выбрал свою позицию на поле — слева в нападении. По мнению Нилтона, их команда отличалась от прочих, существовавших в их районе. Прежде всего они регулярно платили членские взносы — по 5 тостао в месяц, которые тратились на покупку формы. Все члены команды занимались небольшим бизнесом, делая лимонад и продавая его на стадионе. Много позже Сантос сказал, что «Фумо» стала для него первой школой футбола.
В 1939 году Нилтон бросил школу, в которой провёл лишь 3 года: с началом Второй мировой войны он устроился гарсоном в американскую закусочную. Почти все заработанные деньги он отдавал матери. За год до этого он пошёл на просмотр в местном любительском клубе «Флешейрас», который взял игрока к себе. В этой команде Нилтон прошёл от юношеского состава до первой команды, где в свои 14 лет был самым молодым игроком. Первоначально во взрослой команде он играл на позиции левого защитника, но затем был переведён на фланг атаки. «Флешейрас» противостоял другим клубам с острова, а также из близлежащих пригородов Рио-де-Жанейро. На выездных матчах клуб часто собирал большое число зрителей, ходивших персонально наблюдать за игрой Нилтона.
В начале 1945 года Нилтон начал служить в отряде местных Военно-воздушных сил «Аэронавтика». Одновременно он выступал за команду базы с одноимённым названием, при этом он один являлся простым солдатом среди офицеров. Команду поддерживал майор Онорио Магальянес, который со своей заработной платы даже иногда перечислял часть денег футболистам. Один из них, сержант Лара, однажды предложил Нилтону пройти просмотр в профессиональном клубе «Флуминенсе», в котором у Лары было множество знакомых. Нилтон приехал в клуб, но обнаружив турникет, который никогда раньше не видел, а за ним местных игроков, Адемира и Родригеса, настолько испугался, что развернулся и возвратился на остров. Позже его пригласил клуб «Сан-Кристован», у которого «Аэронавтика» выиграла в товарищеской игре 5:2 (два гола из пяти забил Нилтон). Однако Магальянес отговорил футболиста переходить в эту команду, мотивировав это тем, что не стоит ему играть за небольшой клуб.

### Карьера

#### Первые годы
Магальянес, с помощью своего дяди, Бенто Рибейро, работавшим в «Ботафого» директором по общественным связям, устроил Нилтону Сантосу просмотр в этом клубе. После стандартного теста на технику и физическую подготовку, в котором участвовали несколько человек, главный тренер команды Зезе Морейра сказал Нилтону: «Сыграешь в двусторонней игре на месте защитника Авилы». В этом матче Сантос, который впервые за долгое время играл в защите, выступил хорошо и даже забил гол. После игры Морейра пригласил его в клуб. Президент «Ботафого» Карлито Роша после матча также подошёл к Нилтону и сказал, чтобы тот играл на месте, которое наиболее ему подходит — в защите, также он сказал: «Ты будешь великим…и станешь чемпионом мира». Того же мнения был Морейра, выбравший место игроку на правом фланге обороны.
Нилтон дебютировал в составе команды 21 марта 1948 года в товарищеской игре с «Америкой Минейро», в которой его команда проиграла 1:2, однако сам футболист был признан прессой лучшим игроком встречи. В следующей игре Нилтона, с клубом «Боливар», «Ботафого» добился победы 3:2. После второй игры голкипер команды, Ари, сказал, что защитник обязан появлению в клубе только «большому знакомству»; тогда Нилтон ушёл в свою комнату и начал собирать вещи, но его остановил Роша. В третьем матче Нилтон был признан лучшим игроком, более того, он, делая передачу другому крайнему защитнику, специально перекинул мяч через голову Ари, просившего мяч, так, что тот не смог до него дотянуться. Тогда же ему была выплачена первая заработная плата — 400 крузейро в месяц. 28 апреля Нилтон провёл первый официальный матч в карьере, в розыгрыше Торнео Минисипал его клуб обыграл со счётом 5:3 «Америку». В том же турнире «Ботафого» проиграл 0:5 «Бангу» — это поражение стало самым крупным в карьере Нилтона. В следующей игре Сантос был переведён на левый фланг обороны, где впоследствии провёл всю оставшуюся карьеру.
18 июля он дебютировал в чемпионате штата Рио-де-Жанейро, сыграв во втором туре встречу с клубом «Канто-до-Рио» (4:2), а 19 сентября забил первый в профессиональной карьере мяч, поразив ворота «Америки». Всего в первом сезоне Нилтон провёл за «Ботафого» 34 матча и забил 1 гол, а сам клуб выиграл чемпионат штата, чего не делал с 1935 года, пропустив меньше всех мячей в первенстве. Единственным проигранным матчем для клуба в чемпионате Рио стала первая встреча первенства с «Сан-Кристован», где Нилтон участия не принимал. В чемпионате города «Фого» занял 4 место.
На следующий год «Ботафого» уже не смог повторить свой успех: в обороне команда по прежнему выступала удачно, пропустив меньше всех, но в атаке высокий уровень игры демонстрировал лишь Октавио, забивший 11 голов. Нилтон провёл в чемпионате 15 игр из 20. Любопытно, что в пяти играх команды, в которых отсутствовал Нилтон, клуб проиграл четыре раза. 29 января 1950 года Нилтон сыграл свой первый матч в розыгрыше турнира Рио-Сан-Паулу, в котором «Ботафого» обыграл со счётом 3:0 «Палмейрас». На этом турнире клуб выступил очень блекло, поделив последнее место с «Флуминенсе». Нилтон сыграл в розыгрыше четыре встречи из семи; в этих трёх матчах клуб Сантоса потерпел три поражения. В чемпионате штата Рио клуб занял 4 место. Нилтон сыграл в 12 матчах из 20, а всего за сезон провёл 17 игр. В том же году футболист заключил свой первый профессиональный контракт сроком на год, по которому стал зарабатывать 1000 крузейро.

#### Начало-середина 1950-х

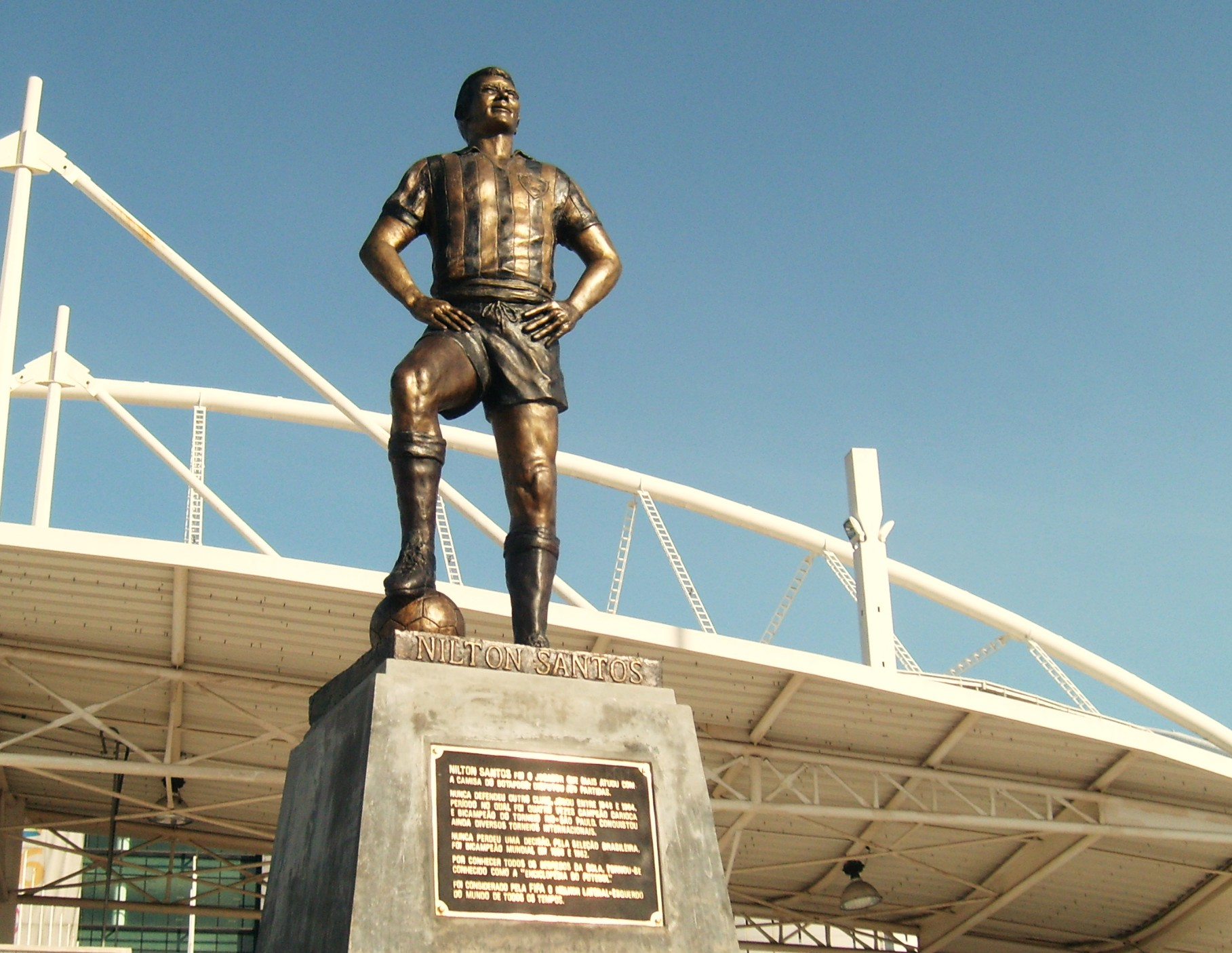
Статуя Нилтона Сантоса, расположенная около западной трибуны стадиона Жоао Авеланж

В начале июня 1951 года Нилтон помог клубу выиграть турнир Минисипал, воссозданный городской федерацией футбола, в розыгрыше которого провёл 5 матчей из 10. Однако защитник сыграл в решающем матче турнира, в котором «Ботафого» со счётом 3:0 обыграл «Васко да Гаму». Любопытно, что клуб пропустил в первенстве 9 голов, а в матчах, в которых выступал Сантос, лишь один. В чемпионате Рио Нилтон сыграл 18 матчей, пропустив лишь два первых матча первенства. Клуб занял в турнире 3 место, уступив очко «Бангу» и «Флуминенсе». По количеству пропущенных мячей клуб оказался на первом месте. Всего за сезон он провёл 39 матчей. 13 января 1952 года Сантос забил свой 4 гол в карьере, в товарищеской игре поразив ворота «Фигейренсе». В том же году Нилтон участвовал в розыгрыше турнира Рио-Сан-Паулу, где провёл 6 игр; однако клуб выступал неудачно, проиграв 4 встречи и заняв лишь 6 место. Также вышел сезон и в чемпионате: «Ботафого» занял 5 место в турнирной таблице. Дошло до того, что в конце сезона главным тренером клуба стал полевой игрок Силвио Пирилло.
В январе 1953 года «Ботафого» поехал на крупный международный турнир в Монтевидео, где занял второе место. Нилтон провёл все встречи турнира. Через два месяца Нилтон играл в турнире Рио-Сан-Паулу, но там клуб также выступил неудачно, заняв 4 место. Нилтон провёл восемь матчей из девяти, проведённых командой на турнире. 10 июня 1953 года на просмотр в «Ботафого» пришёл игрок по прозвищу Гарринча. Для того, чтобы проверить новичка, игравшего на правом фланге атаки, был призван Нилтон Сантос. На тренировке Гарринча три раза обыграл Нилтона одним и тем же финтом, пробрасывая ему мяч между ног, чем поразил защитника национальной сборной. Когда футболисты направились в раздевалку, Сантос подошёл к Жентилу Кардозо, главному тренеру команды, отсутствовавшему на тренировке, и сказал: «Если этот малый окажется в другом клубе, я не смогу спать спокойно. Если же он закрепится у нас, тогда не будут спать защитники других клубов». По собственному мнению Гарринчи, Нилтон стал для него крёстным отцом в футболе. В том же году в чемпионате Рио занял третье место, уступив 9 очков чемпиону, клубу «Фламенго». В розыгрыше этого турнира Нилтон забил свой 5 гол за «Ботафого», поразив ворота «Бангу» в матче, где клуб Сантоса выиграл 6:0; после игры тренер соперника «Фого» подал в отставку. Всего в сезоне Нилтон провёл 47 игр, из которых 27 в чемпионате Рио, и забил 1 мяч.
В следующем году на турнире Рио-Сан-Паулу «Ботафого» выступил очень неудачно: клуб занял последнее место, проиграв 6 игр из 9. Нилтон Сантос в турнире участия не принимал из-за занятости в сборной Бразилии, готовящейся к чемпионату мира. Вследствие этого он пропустил более половины сезона, появившись к команде лишь к концу июля. Он принял участие в решающих матчах первенства Рио, где его клуб занял общее 6 место. К тому же главный тренер команды, Зезе Морейра, к тому же мало внимания уделял клубу, являясь одновременно наставником национальной команды. Всего в этом сезоне Сантос провёл 38 игр, из которых 27 в чемпионате штата. В 1955 году «Ботафого» занял 3 место в турнире Рио-Сан-Паулу (Нилтон провёл все 9 матчей первенства), уступив победителю 2 очка. Но в чемпионате Рио-де-Жанейро клуб выступил неудачно, чему были объективные причины: в Италию уехали два ведущих форварда команды, Дино да Коста и Луис Винисио, в результате чего клуб остался практически без нападающих. «Ботафого» занял в чемпионате 7 место. Нилтон Сантос провёл за сезон 51 матч, из которых 18 в первенстве штата. В этот период клубных неудач у Сантоса были предложения от клубов из Сан-Паулу, «Коринтианса» и «Палмейраса», но защитник отказывал этим потенциальным работодателям, мотивируя это нежеланием жить в городе, где нет пляжа.

#### Середина 1950-х — начало 1960-х

Нилтон Сантос в составе «Ботафого»

В 1956 году руководством клуба был взят курс на постройку новой команды: в неё пришли диспетчер Диди, форвард Пауло Валентим и, в конце сезона, нападающий Куарентинья. В том году команда заняла в чемпионате Рио 3 место, уступив чемпиону 5 очков. Нилтон провёл за год 47 матчей и забил 1 мяч, поразив ворота клуба «Сан-Кристован» и принеся своей команде ничью — 1:1. В 1957 году «Ботафого» возглавил Жуан Салданья, заменивший Зезе Морейру: руководители команды остались недовольны занятым с предыдущим наставником третьим местом. Главной установкой нового тренера стало: «Идите на поле и сделайте то, что вы умеете делать. Выиграем матч и после отметим победу». Чемпионат Рио-де-Жанейро начался для клуба с матча с клубом «Бонсусессо», в котором «Фого» выиграл 3:1. А затем последовали две крупных победы над «Канто-до-Рио» и «Мадурейрой», в каждой из которых Нилтон забивал по мячу. На том же турнира Сантос забил и третий мяч, поразив ворота «Португезы». Финальный матч проходил 22 декабря, в нём «Ботафого» встречался с «Флуминенсе», единственным клубом, который по ходу первенства обыграл «Эстрелу Солитарию». Накануне игры Сантос вместе с партнёром по команде, Томе, поклялись, что порвут футболки, но добьются победы: когда их клуб стал выигрывать, Томе подбежал к Нилтону и заставил его надорвать футболку, сам же Томе увеличивал разрыв с каждым голом его команды, выигравшей 6:2.
На следующий год «Ботафого» выступил не так удачно. В турнире Рио-Сан-Паулу клуб занял лишь 5 место, а в розыгрыше чемпионата штата оказался на третьем месте. Нилтон провёл в сезоне 48 матчей и забил 1 мяч, в товарищеской игре на турнире Пентагонал поразив ворота «Ривер Плейта». В 1959 году «Ботафого» вновь начал обновление состава: были куплены молодой форвард Амарилдо, голкипер Манга и чемпион мира, полузащитник Марио Загалло. С этими игроками в составе клуб занял 2 место в чемпионате Рио-де-Жанейро, при этом клуб был вынужден играть дополнительные матчи за 2 место. Нилтон провёл в сезоне 46 матчей, из них 19 в чемпионате. После этого чемпионата Салданья покинул клуб, а команду возглавил Пауло Амарал. В первом турнире под его руководством, чемпионате Рио-Сан-Паулу, «Ботафого» занял второе место. В розыгрыше этого турнира Нилтон провёл только 3 игры. В чемпионате штата клуб остался на третьем месте. Нилтон в чемпионате вышел на поле в 18 встречах из 22, проведённых командой. Всего за сезон Сантос сыграл 45 встреч в составе «Ботафого».
В 1961 году клуб возглавил Мариньо Родригес. В турнире Рио-Сан-Паулу, где Нилтон провёл 6 матчей, «Ботафого» занял второе место, набрав одинаковое количество очков с победителем, «Фламенго». А в чемпионате штата клуб занял первое место, набрав 24 очка в финальном турнире, что на 8 очков больше, чем ближайшие преследователи. Сантос вышел в турнире на поле 23 раза, а всего в сезоне провёл 54 игры. В следующем сезоне клуб сделал «дубль». Сначала была одержана победа в первенстве Рио-Сан-Паулу, а затем клуб выиграл чемпионат Рио-де-Жанейро. В финале чемпионата Рио «Ботафого» победил «Фламенго» со счётом 3:0. После этой победы Нилтон начал серьёзно размышлять о уходе из футбола. Ещё одной причиной стало отношение руководства команды, часто напоминавшей игроку о возрасте. В 1963 году Сантос дебютировал в Кубке Либертадорес во встрече с перуанской «Альянсой Лимой» в матче, в котором его клуб победил 1:0. В следующей игре розыгрыша этого турнира Нилтон забил свой последний в карьере гол за «Ботафого», поразив ворота той же «Альянсы». В том первенстве клуб дошёл до полуфинала, в котором оказался обыгран «Сантосом». В чемпионате клуб также выступил не слишком удачно, заняв 4 место. Нилтон провёл в том году 54 игры.

#### Завершение игровой карьеры
В 1964 году Нилтон ударил в лицо арбитра Армандо Маркеса, за что был дисквалифицирован на 60 дней. 13 декабря того же года «Ботафого» встречался с «Фламенго» в чемпионате Рио-де-Жанейро. Задолго до игры Нилтон принял решение, что этот матч станет для него последним в карьере. За несколько месяцев до игры руководству «Ботафого» было предложено провести прощальный матч в честь Сантоса, однако они отказались, мотивировав это тем, что тогда каждый футболист, завершая карьеру в клубе, будет требовать себе прощальную игру, что потребует больших денежный вложений. В матче с «Менго» директор этого клуба, Драулт Хернанн, вручил футболисту позолоченную хрустальную вазу. Встреча завершилась победой «Ботафого» 1:0. Через 3 дня он сыграл ещё один матч, товарищескую встречу с «Баией», ставшую последней в его карьере. Однако контракт Нилтона действовал ещё полгода, и руководство клуба в лице президента Нея Палмейры и главного тренера Жениньо уговаривали его остаться на турне по Южной и Центральной Америке, однако Сантос был твёрд в своём решении. Весной Палмейра в открытом письме через прессу предложил защитнику продлить договор, но Нилтон снова отказал. За всю карьеру в «Ботафого» Нилтон Сантос провёл 722 матча и забил 11 голов.
5 апреля 1965 года в шураскарии «Гауша», в присутствии 150 человек, Нилтон отметил свой уход из футбола. На этом мероприятии Нина Рибейро, депутат Национального конгресса, объявила принятие решения переименовать улицу Эстрада-ду-Денде в авениду Нилтона Сантоса за его заслуги в развитии футбола.

### Международная карьера
С 1949 по 1962 год Нилтон Сантос выступал за сборную Бразилии, проведя 75 матчей и забив 3 гола. Из этих 75 игр команда выиграла 55, 10 свела вничью и 10 проиграла.

#### Первые годы в национальной команде
В состав сборной Нилтон впервые был приглашён в 1949 году на чемпионате Южной Америки, куда он поехал дублёром капитана сборной Аугусто, игравшего справа в защите. 17 апреля Нилтон сыграл свой первый матч за национальную команду, выйдя на замену во втором тайме матча со сборной Колумбии, в котором бразильцы победили 5:0. Этот матч стал единственным, проведённым Нилтоном на турнире, в котором сборная Бразилии завоевала свой третий титул чемпиона Южной Америки, при этом игра с колумбийцами стал единственной в первенстве, в которой команда Нилтона Сантоса не пропускала голов. После этого Сантос долгое время не вызывался в стан национальной команды. Причиной этого стало отношение Флавио Косты, главного тренера команды, который по мнению футболиста не любил его. Однажды он потребовал у Нилтона не применять дриблинг; на это защитник ответил: «Я не потеряю мяч, он всегда будет слушаться меня, будет делать то, что я хочу».
Было очень грустно видеть молчание Мараканы. Я был готов убежать.
Лишь спустя год он поехал в расположение сборной для участия в Кубках Рио-Бранко и Освалдо Круза, являвшимися частью подготовки сборной к первому послевоенному чемпионату мира, проходившему в Бразилии. На сам турнир футболист поехал, однако на поле не выходил, вновь проиграв конкуренцию Аугусто. К тому же сам Нилтон не пользовался доверием Флавио Косты из-за своих постоянных подключений в атаку. На мундиале Бразилия, являвшаяся фаворитом первенства, проиграла в решающем матче Уругваю и заняла второе место, что было расценено на родине как трагедия. Более того, большинство игроков сборной впоследствии либо совсем не призывались, либо призывались только эпизодически под знамёна национальной команды. Отчасти от этого «пострадал» и Нилтон, не игравший за сборную на протяжении двух лет.
Лишь в апреле 1952 года Сантос вновь вышел на поле в составе бразильской сборной. Он играл на панамериканском чемпионате, где провёл 5 игр. На следующий год футболист поехал на свой второй чемпионат Южной Америки. На турнире Нилтон провёл 6 игр, пропустив лишь матч с Эквадором, где на его месте играл Алфредо. На том же турнире, 27 марта, Сантос забил первый мяч за сборную, поразив ворота Парагвая, однако это не помогло его команде, проигравшей 1:2. В турнирной таблице бразильцы набрали одинаковое количество очков с Парагваем и был назначен решающий матч между этими двумя командами. Нилтон вышел на поле в стартовом составе, однако был заменён на Алфредо из-за неудачно складывавшейся игры, в которой бразильцы после перерыва проигрывали 0:3; уже после ухода Сантоса были отыграны два мяча, однако они не спасли национальную команду от поражения.

#### Чемпионат мира 1954
В отборочном турнире к чемпионату мира 1954 Нилтон Сантос провёл все 4 игры, во всех из которых бразильцы одерживали победы. В финальную часть турнира сборная Бразилии поехала в ранге одного из фаворитов и с желанием выиграть первенство, чего не удалось за 4 года до этого. Первым делом по приезде у национальной команды был установлен очень строгий режим: футболистам запрещали общаться с близкими людьми, журналистами, давать интервью; по воспоминаниям Сантоса «мы жили как настоящие затворники, отрезанные от всего мира». На том же турнире Диди объявил голодовку из-за того, что ему не позволили увидеться с женой, и Нилтон, одев большое пальто, потихоньку выносил для него из ресторана еду. На групповой стадии бразильцы крупно обыграли Мексику и сыграли вничью с Югославией. Любопытно, что бразильцы не знали регламента турнира: в частности когда они сравняли счёт (гол забил Диди с паса Нилтона), после этого продолжали яростно атаковать, думая, что ничья их не устроит. В четвертьфинале они встречались с Венгрией. Матч, проходивший 27 июня, впоследствии получил название «Битва в Берне» из-за многочисленных неспортивных действий игроков; корреспондент Times сообщил в своём репортаже: «никогда я не видел такой жестокой борьбы». Нилтон в игре был удалён с поля: он грубо сбил капитана венгров Йожефом Божика, который обыгрывал его весь матч; Божик ответил, после чего они обменялись ударами, и оба были удалены с поля на 71-й минуте встречи. Бразилия матч проиграла 2:4 и вылетела из розыгрыша турнира.

#### Кубки Америки 1956 и 1957
В 1956 году Нилтон не поехал на южноамериканское первенство. Новый главный тренер команды, Освалдо Брандао, повёз на турнир команду, где более половины игроков не принимали участие на чемпионате мира 1954. На первенстве сборная выступила неудачно. Через несколько месяцев он повёз сильно изменённый состав национальной команды на турне по Европе, чтобы получше подготовиться к грядущему чемпионату мира; в число игроков попал и Нилтон Сантос, проведший 8 игр, включая матч с Англией, где бразильцы пропустили 4 гола. В 1957 году Брандао взял на первенство другой состав. Бразильцы заняли в первенстве второе место, уступив первенство лишь Аргентине, где солировали три игрока, сразу после первенства уехавшие в Италию. Нилтон в этом матче участия не принимал, будучи вытесненным из состава после поражения от Уругвая, где его заменил Олаво, впоследствии проведший две оставшихся встречи соревнования.
Наш капитан — великолепный Беллини, в обе руки принял Золотой Кубок Жюля Риме и высоко поднял его над головой. Затем каждый, приняв в свои руки Кубок, повторил всё то, что сделал Беллини. Слёзы застилали мне глаза, очертания Кубка выглядели размыто. Очень трогательный момент. Мы обнимались, смеялись, поздравляли друг друга, благодарили Бога. Никогда не забуду эти минуты.

#### Чемпионат мира 1958

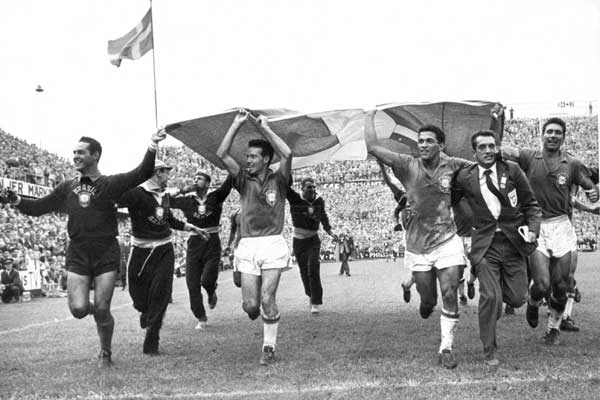
Нилтон Сантос (крайний справа) на праздновании победы в чемпионате мира 1958

На следующий год после выигрыша серебряных медалей южноамериканского первенства, Нилтон в составе сборной смог пробиться на чемпионат мира, участвуя в обеих отборочных встречах с Перу. Накануне первенства Висенте Феола, главный тренер сборной, хотел доверить место в основе Ореко, который играл более традиционного защитника, однако класс Сантоса в товарищеских встречах оказался выше, и Висенте пришлось доверить место в основе ему. На турнире сборная продемонстрировала новую схему игры 4-2-4, позже названную «бразильской», в которой было 4 защитника, два центральных полузащитника и 4 нападающих. В первом же матче мирового первенства против сборной Австрии Нилтон забил гол, а его команда победила 3:0. Этот мяч Нилтон забил пройдя по флангу со своей половины поля, обыгрывая по ходу всех оказывавших сопротивление австрийцев и сыграв в стенку с Жозе Алтафини; любопытно, что во время дриблинга главный тренер сборной, Висенте Феола, отчаянно жестикулировал и кричал «вернись, Нилтон, вернись», боясь, что защитник потеряет мяч и таким образом организует контратаку соперника, а после гола тихонько прошептал: «Хорошо, Нилтон, хорошо». Следующая игра, с Англией, завершилась нулевой ничьей в очень упорной и вязкой борьбе. Третья игра предстояла бразильцам против Советского Союза. По одной из версий, накануне матча с СССР Нилтон подошёл к главному тренеру команде, Висенте Феоле, и сказал, что Гарринча и Пеле, не участвовавшие в стартовых играх, сыграли бы лучше, чем выступавшие на их позициях Жоэл и Алтафини. Мнение Нилтона поддержал Жоао Авеланж, президент Конфедерации футбола Бразилии, врач команды Гослинг, а также несколько других футболистов сборной, включая лидеров команды, Диди и Беллини. Однако эта версия позже была опровергнута действующими лицами эпизода.

После ничьей с Англией я никак не мог заснуть. Беспокоила она меня, эта ничья. Не хотел я ещё раз повторить стезю, пройденную четыре года назад в Швейцарии. Я не понимал, почему руководители не дают сыграть Гарринче — ведь нам он в матче с русскими был позарез необходим. Одна только мысль, что Гарринчу не поставят, вызывала желание собрать чемодан и вернуться домой. Наутро за завтраком я посвятил в свои планы Диди. Тот предложил сначала заручиться поддержкой капитана Беллини и поговорить с доктором Хилтоном Гослингом.

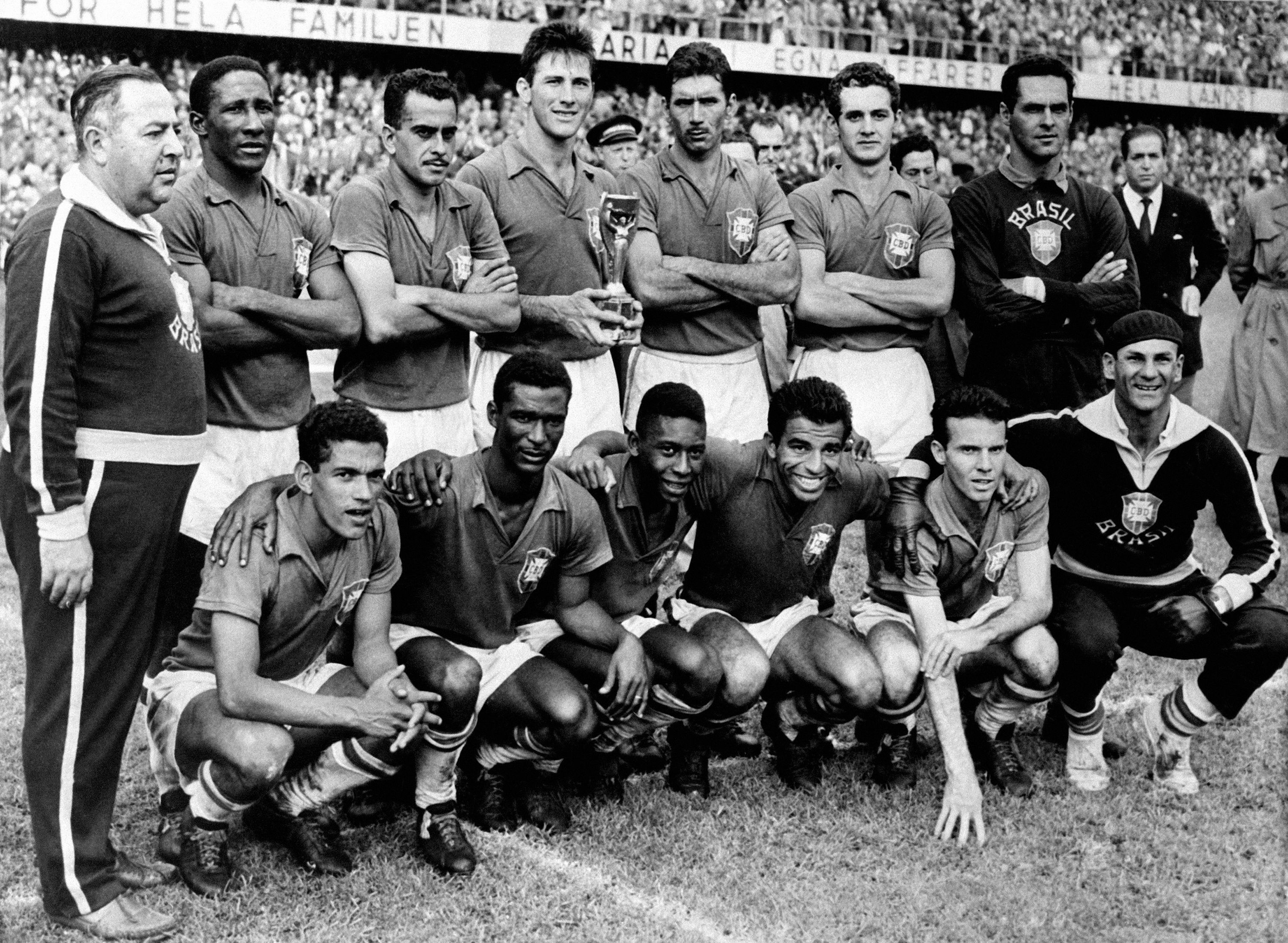
Нилтон Сантос (Пятый слева в верхнем ряду) в составе сборной на чемпионате мира 1958

Бразилия обыграла СССР со счётом 2:0, причём оба гола были забиты с пасов Гарринчи. В четвертьфинале был обыгран Уэльс со счётом 1:0; единственный гол в матче забил Пеле. В полуфинале была обыграна со счётом 5:2 Франция. После игры арбитр встречи, Бенджамин Гриффит, сказал: «Я был в восторге от того, что я видел. Я никогда не забуду Диди, Нилтона Сантоса, Гарринчу и Пеле. Они не люди». Накануне финала со сборной Швеции Сантос сказал: «Пеле, Гарринча, Диди играют в нашей команде. Пусть шведы проводят бессонную ночь, думая о том, как обыграть Бразилию. Я буду спать спокойно». 29 июня 1958 года Бразилия обыграла Швеция со счётом 5:2, и Нилтон Сантос стал чемпионом мира по футболу. Единственным недостатком того матча для Сантоса стал гол, забитый шведским форвардом Нильсом Лидхольмом, легко обыгравшим Нилтона. По окончании первенства он был включён в символическую сборную лучших игроков мундиаля.
В 1959 году Нилтон поехал со сборной на чемпионат Южной Америки, однако провёл лишь первый матч сборной против Перу, где получил травму. В остальных встречах его место на поле занимал Коронел. На турнире бразильцы заняли 2 место. На следующий год Сантос со сборной выиграл Кубок Атлантики, а затем Кубок О'Хиггинса и дважды Кубок Освалдо Круза. В матче розыгрыша этого турнира Нилтон забил последний мяч за сборную, 21 апреля 1962 года поразив ворота Парагвая.

#### Чемпионат мира 1962
В 1962 году Нилтон Сантос поехал на свой последний в карьере крупный международный турнир — чемпионат мира. Перед соревнованием многими спортивными журналистами высказывалось сомнение в целесообразности приглашения в состав команды 37-летнего игрока, однако главный тренер команды, Айморе Морейра, доверял проверенным футболистам: из выходивших на поле в первенстве 1958 года в команду не попали лишь двое. К тому же врач команды, Илтон Гослинг, уверил руководство в готовности Нилтона и за две недели до турнира организовал для него индивидуальные тренировки. В первом матче Бразилия обыграла со счётом 2:0 Мексику, несмотря на то, что по признанию Нилтона очень нервничали. Вторую встречу с Чехословакией, несмотря на явное преимущество, команда свела вничью 0:0, к тому же в этой игре получил травму лидер команды, Пеле. Его в составе должен был заменить молодой Амарилдо, партнёр Нилтона по «Ботафого». Сантос по своей инициативе взял над игроком шефство: ежедневно он приходил к форварду и общался с ним. Нилтон Сантос говорил: «Играй в футбол, как ты умеешь. На том месте, которое тебе укажет тренер, не жалей сил».
В третьем матче против Испании бразильцы проигрывали к концу первого тайма 0:1, и во время одной из атак испанцев Нилтон в штрафной площади нарушил правило на обводившем его игроке испанцев, однако судья был далеко, и пока арбитр подходил к месту событий, Сантос быстро сделал два шага и вышел за пределы штрафной, чего рефери не заметил; позже Сантос сказал: «Это был чистый обман. Без него мы бы вылетели с турнира». На 72 минуте матча Нилтон сделал передачу Гарринче, тот отпасовал Марио Загалло, который сделал передачу Амарилдо, сравнявшему счёт. Через 15 минут Амарилдо забил второй мяч и принёс команде победу. В четвертьфинале Бразилия обыграла Англию со счётом 3:1, а в полуфинале команду Чили. Финал первенства, проведённый 17 июня 1962 года с Чехословакией, стал 75-м и последним матчем Сантоса в футболке сборной Бразилии. Любопытно, что в этой игре Нилтон сыграл рукой в своей штрафной, однако советский арбитр, Николай Латышев, пенальти не назначил, за что был раскритикован Йозефом Масопустом за «непонимание задач социализма». После победного матча Пауло Машадо, руководитель делегации сборной, сказал Сантосу: «Спасибо, спасибо. Спасибо за всё тебе, Нилтон».
Спустя 4 года после неудачно проведённого для Бразилии чемпионата мира 1966 Диди сказал: «Если бы на чемпионате мира в Англии был я и Нилтон Сантос, то фиаско бы не случилось. Мы бы показали, кто был бензином в баке».

### Стиль игры
Нилтон Сантос стал одним из первых крайних защитников в истории футбола, которые участвовали в атаках команды. Благодаря этому на флангах у атакующих образовывалось численное преимущество, после чего следовал либо прострел в центр штрафной, либо откат мяча чуть назад, на набегающих партнёров. Сам он говорил: «Я всегда хотел атаковать, но делать это с осторожностью». От игроков своего времени Нилтон также отличался «двуногостью», умением одинаково хорошо играть и левой, и правой ногой. По мнению Нестора Росси, Сантос «родился с талантом забивать голы, но прославил искусство избегать их».
Нилтон владел отличным дриблингом. Он мог обводить на небольшом участке поля нескольких соперников. Иногда Сантос неожиданно для соперника перекидывал мяч через его голову, а затем пробегал мимо опешившего игрока команды противника и подхватывал его снова. Нилтон замечательно владел приёмом обработки мяча: он мог принять и обработать его независимо с какой скоростью мяч летел к нему. Как и любой защитник, Нилтон хорошо действовал в отборе, часто он действовал на опережение. После того, как бразилец отбирал мяч, он мог сделать точную и быструю передачу, что позволяло игрокам его команды начать атаку. Благодаря этому умению его прозвали «Энциклопедией футбола».
Также Сантос отметился большой любовью к своему клубу «Ботафого»: во время своих выступлений он никогда не проводил переговоры по контрактам, всегда подписывая чистый чек договора.

### После футбольной карьеры
Завершив карьеру футболиста, Нилтон занялся бизнесом. В 1963 году он стал одним из основателей фонда «Гарантии для профессионального спортсмена», занимавшегося финансовой, социальной и психологической поддержкой футболистов. Фонд просуществовал до марта 1965 года. Чуть позже Нилтон купил аптеку близ авениды Копакабаны и открыл магазин спортивных товаров «Nilton Santos Material Esportivo Ltda» недалеко от стадиона «Ботафого». Аптека довольно быстро обанкротилась, а магазин спортивного инвентаря просуществовал около 10 лет, но также был закрыт.

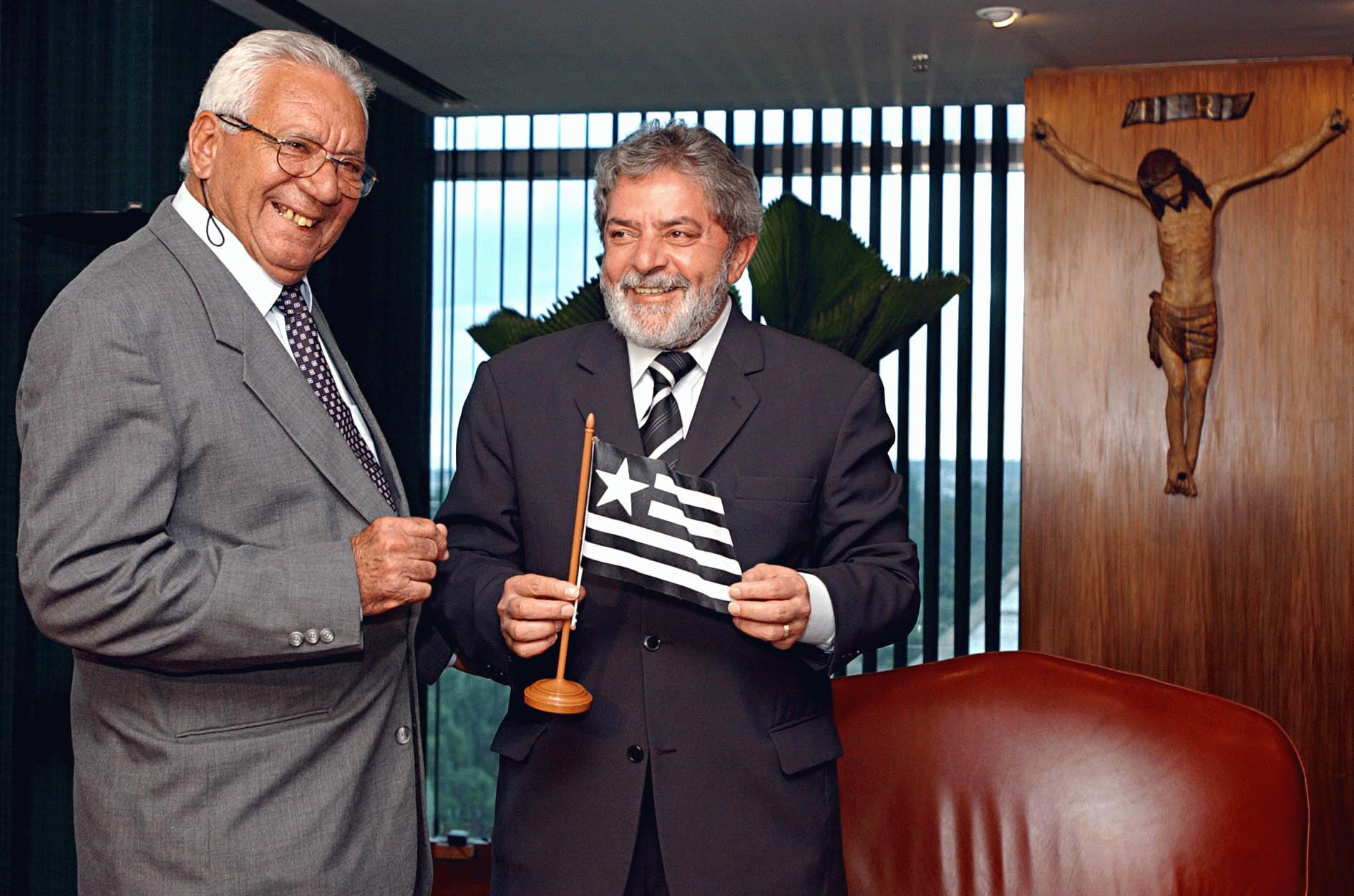
Нилтон Сантос вместе с президентом Бразилии, Лулой

С 1963 по 1986 год Нилтон работал в Управлении спорта штата Рио-де-Жанейро, где занимал пост технического помощника, заведуя занятиями футболом в школах и колледжах региона в возрастных группах от 7 до 14 лет. Уже тогда Сантос начал работать на строительстве футбольных школ для малоимущих детей, позже продолженном во время его работы (1980—1984) в рамках организации Legião Brasileira de Assistência («Легион бразильской помощи»). Бывший футболист смог организовать строительство футбольных школ для бедных детей в Нитерое, на островах Губернатора. Два года Нилтон проработал преподавателем футбола в беднейших районах Уберабы и Бразилии. В 1985 году Нилтон стал секретарём по спорту Уберабы, координируя программу «Bola de meia». С 1987 по 2003 год Сантос работал в департаменте Отдыха и спорта в Гуанабаре, где занимался администрированием стадионов региона. В 1997 году бывший игрок возглавил школу, названную его именем, для детей из малообеспеченных семей. В 1998 году Нилтон выпустил автобиографическую книгу «Minha Bola, Minha Vida» («Мой мяч, моя жизнь»), где остановился на самых ярких моментах своей карьеры. С 2003 и до 2007 года работал в государственном департаменте штата Рио-де-Жанейро, координируя направление спортивных программ штата для юных игроков из бедных семей. Также Нилтон получал пособие от «Ботафого» и подрабатывал в социальной организации «Фармасия Популар», предоставляющей лекарства старикам по символической цене в 1 доллар. Организация проводила специализированные мероприятия, куда приглашали артистов, певцов и других известных личностей. Частым гостем там был Нилтон Сантос.
Также Нилтон пытался вернуться в футбол, работая в клубах «Галисия» (1971), «Витория» (1980), «Бонсусессо»(1983), «Сан-Паулу» из Риу-Гранди (1984) и «Тагуатинга» (1987). Из «Бонсусессо» Сантос был уволен после серии из пяти побед подряд; руководство клуба ему сказало: «С таким удачливым тренером нам не хватит никаких средств на премии игрокам после каждой победы!». Дважды Нилтон вставал на посты в родном «Ботафого». Сначала директора, а затем члена технического комитета. В 1972 году, являясь директором клуба, он дважды ударил в лицо арбитра, принявшего несколько несправедливых, на его взгляд, решений. Сам Нилтон сказал: «Все хотели побить его». Также Сантос работал тренером в спортивном клубе «Минас Тенис», где организовал работу юношеского футбольного аппарата клуба, а также в рамках сотрудничества Федерального округа Бразилии и руководства Гренады тренером в этом государстве. Нилтон был в числе участников, «открывших» Чемпионат мира по футболу 2006 в Германии.
С января 2007 года он стал жить в доме для престарелых в Гавеа в Рио-де-Жанейро, страдая от болезни Альцгеймера, склероза, отёка желудочков сердца и дилатационной кардиомиопатии. Для того, чтобы финансово поддерживать футболиста, в феврале 2009 года был создан фонд, члены которого ежемесячно вносят по 50 долларов на поддержку Нилтона. Кроме этого, игроку помогает клуб, продающий майки с номером Сантоса, средства от которых пошли на помощь игроку.
27 сентября 2009 года около западной трибуны стадиона имени Жоао Авеланжа была установлена статуя Нилтона Сантоса работы скульптура Эдгара Дювивьера. Статуя была установлена на деньги болельщиков клуба «Ботафого», которые таким образом отдали честь своему кумиру. Монумент стал первым в череде памятников великим игрокам клуба, в частности через год была установлена статуя Гарринчи.
16 мая 2013 года, в день рождения Нилтона, клуб «Ботафого» принял решение увековечить память спортсмена, сделав его клубным праздником и назвав его «День „Ботафого“». Праздник Сантос провёл в больнице, куда попал с очередным заболеванием.
23 ноября 2013 года Нилтон Сантос снова попал в больницу Бела Лопес, Зона Сул-ду-Риу, где 27 ноября он скончался из-за острой сердечной недостаточности, вызванной осложнениями от лёгочной инфекции. 28 ноября бывший футболист был похоронен на кладбище Сан-Жуан Батиста в Рио-де-Жанейро: на прощание, проходившее в Большой Зале имени Генерала Севериану, пришло более двухсот человек, откуда процессия отправилась на кладбище, распевая в память о Нилтоне гимн Кариока.

## Клубная статистика
| Сезон | Клуб     | Лига    | Чемпионат | Чемпионат | Турнир Рио-Сан-Паулу | Турнир Рио-Сан-Паулу | Кубок | Кубок | Кубок Либертадорес | Кубок Либертадорес | Прочие | Прочие | Товарищеские | Товарищеские | Всего | Всего |
| Сезон | Клуб     | Лига    | Игры      | Голы      | Игры                 | Голы                 | Игры  | Голы  | Игры               | Голы               | Игры   | Голы   | Игры         | Голы         | Игры  | Голы  |
| ----- | -------- | ------- | --------- | --------- | -------------------- | -------------------- | ----- | ----- | ------------------ | ------------------ | ------ | ------ | ------------ | ------------ | ----- | ----- |
| 1948  | Ботафого | Кариока | 19        | 1         | —                    | —                    | —     | —     | —                  | —                  | 10     | 0      | 7            | 0            | 36    | 1     |
| 1949  | Ботафого | Кариока | 15        | 0         | —                    | —                    | —     | —     | —                  | —                  | 0      | 0      | 8            | 2            | 23    | 2     |
| 1950  | Ботафого | Кариока | 12        | 0         | 4                    | 0                    | —     | —     | —                  | —                  | 0      | 0      | 3            | 0            | 19    | 0     |
| 1951  | Ботафого | Кариока | 18        | 0         | —                    | —                    | —     | —     | —                  | —                  | 10     | 0      | 11           | 0            | 39    | 0     |
| 1952  | Ботафого | Кариока | 17        | 0         | 6                    | 0                    | —     | —     | —                  | —                  | 6      | 0      | 6            | 1            | 35    | 1     |
| 1953  | Ботафого | Кариока | 27        | 1         | 8                    | 0                    | —     | —     | —                  | —                  | 10     | 0      | 2            | 0            | 47    | 1     |
| 1954  | Ботафого | Кариока | 27        | 0         | —                    | —                    | —     | —     | —                  | —                  | 0      | 0      | 11           | 0            | 38    | 0     |
| 1955  | Ботафого | Кариока | 18        | 0         | 9                    | 0                    | —     | —     | —                  | —                  | 0      | 0      | 24           | 0            | 51    | 0     |
| 1956  | Ботафого | Кариока | 22        | 1         | —                    | —                    | —     | —     | —                  | —                  | 0      | 0      | 25           | 0            | 47    | 1     |
| 1957  | Ботафого | Кариока | 22        | 3         | 6                    | 0                    | —     | —     | —                  | —                  | 6      | 0      | 20           | 0            | 54    | 3     |
| 1958  | Ботафого | Кариока | 15        | 0         | 9                    | 0                    | —     | —     | —                  | —                  | 7      | 1      | 17           | 0            | 48    | 1     |
| 1959  | Ботафого | Кариока | 19        | 0         | 2                    | 0                    | —     | —     | —                  | —                  | 1      | 0      | 24           | 0            | 46    | 0     |
| 1960  | Ботафого | Кариока | 18        | 0         | 3                    | 0                    | —     | —     | —                  | —                  | 3      | 0      | 21           | 0            | 45    | 0     |
| 1961  | Ботафого | Кариока | 23        | 0         | 6                    | 0                    | —     | —     | —                  | —                  | 0      | 0      | 25           | 0            | 54    | 0     |
| 1962  | Ботафого | Кариока | 23        | 0         | 5                    | 0                    | 4     | 0     | —                  | —                  | 7      | 0      | 11           | 0            | 50    | 0     |
| 1963  | Ботафого | Кариока | 22        | 0         | 8                    | 0                    | 3     | 0     | 4                  | 1                  | 4      | 0      | 13           | 0            | 54    | 1     |
| 1964  | Ботафого | Кариока | 15        | 0         | 4                    | 0                    | —     | —     | —                  | —                  | 9      | 0      | 9            | 0            | 37    | 0     |
| Всего | Всего    | Всего   | 334       | 6         | 68                   | 0                    | 7     | 0     | 4                  | 1                  | 73     | 1      | 237          | 3            | 722   | 11    |

Примечание к таблице:
В графу «Лига Кариока» входят только матчи чемпионата Рио-де-Жанейро. Также в статистику вошли матчи розыгрыша Суперчемпионата Рио-де-Жанейро, проведённого в 1959 году. Некоторые турниры продолжались более 1 календарного года, их матчи учитывались в графе, где проходил основной розыгрыш сезона.
В графу «Прочие турниры» входят официальные матчи дублирующего состава клубов, розыгрыши турнира Мунисипал, турнира Куадрангулар и Пентагонал, турнира в Каракасе, Флоренции, Париже и Суринаме, Кубка Монтевидео, трофея Р. С. Мейер, Кубка Тересы Эрреры, турнира Маг. Пинто, турнира Хубелео де Оуро.

## Международная статистика

### Официальные игры
| Матчи Нилтона Сантоса за сборную Бразилии | Матчи Нилтона Сантоса за сборную Бразилии | Матчи Нилтона Сантоса за сборную Бразилии | Матчи Нилтона Сантоса за сборную Бразилии | Матчи Нилтона Сантоса за сборную Бразилии | Матчи Нилтона Сантоса за сборную Бразилии | Матчи Нилтона Сантоса за сборную Бразилии |
| ----------------------------------------- | ----------------------------------------- | ----------------------------------------- | ----------------------------------------- | ----------------------------------------- | ----------------------------------------- | ----------------------------------------- |
| №                                         | Дата                                      | Место проведения                          | Оппонент                                  | Счёт                                      | Голы                                      | Турнир                                    |
| 1                                         | 17 апреля 1949                            | Сан-Паулу                                 | Колумбия                                  | 5:0                                       | -                                         | Чемпионат Южной Америки 1949              |
| 2                                         | 6 мая 1950                                | Сан-Паулу                                 | Уругвай                                   | 3:4                                       | -                                         | Кубок Рио-Бранко                          |
| 3                                         | 7 мая 1950                                | Рио-де-Жанейро                            | Парагвай                                  | 2:0                                       | -                                         | Кубок Освалдо Круза                       |
| 4                                         | 14 мая 1950                               | Рио-де-Жанейро                            | Уругвай                                   | 3:2                                       | -                                         | Кубок Рио-Бранко                          |
| 5                                         | 17 мая 1950                               | Рио-де-Жанейро                            | Уругвай                                   | 1:0                                       | -                                         | Кубок Рио-Бранко                          |
| 6                                         | 6 апреля 1952                             | Сантьяго                                  | Мексика                                   | 2:0                                       | -                                         | Панамериканский чемпионат                 |
| 7                                         | 10 апреля 1952                            | Сантьяго                                  | Перу                                      | 0:0                                       | -                                         | Панамериканский чемпионат                 |
| 8                                         | 13 апреля 1952                            | Сантьяго                                  | Панама                                    | 3:0                                       | -                                         | Панамериканский чемпионат                 |
| 9                                         | 16 апреля 1952                            | Сантьяго                                  | Уругвай                                   | 4:2                                       | -                                         | Панамериканский чемпионат                 |
| 10                                        | 20 апреля 1952                            | Сантьяго                                  | Чили                                      | 3:0                                       | -                                         | Панамериканский чемпионат                 |
| 11                                        | 1 марта 1953                              | Лима                                      | Боливия                                   | 8:1                                       | -                                         | Чемпионат Южной Америки 1953              |
| 12                                        | 15 марта 1953                             | Лима                                      | Уругвай                                   | 1:0                                       | -                                         | Чемпионат Южной Америки 1953              |
| 13                                        | 19 марта 1953                             | Лима                                      | Перу                                      | 0:1                                       | -                                         | Чемпионат Южной Америки 1953              |
| 14                                        | 23 марта 1953                             | Лима                                      | Чили                                      | 3:2                                       | -                                         | Чемпионат Южной Америки 1953              |
| 15                                        | 27 марта 1953                             | Лима                                      | Парагвай                                  | 1:2                                       | 1                                         | Чемпионат Южной Америки 1953              |
| 16                                        | 1 апреля 1953                             | Лима                                      | Парагвай                                  | 2:3                                       | -                                         | Чемпионат Южной Америки 1953              |
| 17                                        | 28 февраля 1954                           | Сантьяго                                  | Чили                                      | 2:0                                       | -                                         | Квалификация ЧМ-1954                      |
| 18                                        | 7 марта 1954                              | Асунсьон                                  | Парагвай                                  | 1:0                                       | -                                         | Квалификация ЧМ-1954                      |
| 19                                        | 14 марта 1954                             | Рио-де-Жанейро                            | Чили                                      | 1:0                                       | -                                         | Квалификация ЧМ-1954                      |
| 20                                        | 21 марта 1954                             | Рио-де-Жанейро                            | Парагвай                                  | 4:1                                       | -                                         | Квалификация ЧМ-1954                      |
| 21                                        | 16 июня 1954                              | Женева                                    | Мексика                                   | 5:0                                       | -                                         | ЧМ-1954                                   |
| 22                                        | 19 июня 1954                              | Лозанна                                   | Югославия                                 | 1:1                                       | -                                         | ЧМ-1954                                   |
| 23                                        | 27 июня 1954                              | Берн                                      | Венгрия                                   | 2:4                                       | -                                         | ЧМ-1954                                   |
| 24                                        | 18 сентября 1955                          | Рио-де-Жанейро                            | Чили                                      | 1:1                                       | -                                         | Кубок О'Хиггинса                          |
| 25                                        | 13 ноября 1955                            | Рио-де-Жанейро                            | Парагвай                                  | 3:0                                       | -                                         | Товарищеский матч                         |
| 26                                        | 8 апреля 1956                             | Лиссабон                                  | Португалия                                | 1:0                                       | -                                         | Товарищеский матч                         |
| 27                                        | 11 апреля 1956                            | Цюрих                                     | Швейцария                                 | 1:1                                       | -                                         | Товарищеский матч                         |
| 28                                        | 15 апреля 1956                            | Вена                                      | Австрия                                   | 3:2                                       | -                                         | Товарищеский матч                         |
| 29                                        | 15 апреля 1956                            | Прага                                     | Чехословакия                              | 0:0                                       | -                                         | Товарищеский матч                         |
| 30                                        | 25 апреля 1956                            | Милан                                     | Италия                                    | 0:3                                       | -                                         | Товарищеский матч                         |
| 31                                        | 1 мая 1956                                | Стамбул                                   | Турция                                    | 1:0                                       | -                                         | Товарищеский матч                         |
| 32                                        | 9 мая 1956                                | Лондон                                    | Англия                                    | 2:4                                       | -                                         | Товарищеский матч                         |
| 33                                        | 1 июля 1956                               | Рио-де-Жанейро                            | Италия                                    | 2:0                                       | -                                         | Товарищеский матч                         |
| 34                                        | 8 июля 1956                               | Буэнос-Айрес                              | Аргентина                                 | 0:0                                       | -                                         | Товарищеский матч                         |
| 35                                        | 5 августа 1956                            | Рио-де-Жанейро                            | Чехословакия                              | 0:1                                       | -                                         | Товарищеский матч                         |
| 36                                        | 8 августа 1956                            | Сан-Паулу                                 | Чехословакия                              | 4:1                                       | -                                         | Товарищеский матч                         |
| 37                                        | 13 марта 1957                             | Лима                                      | Чили                                      | 4:2                                       | -                                         | Чемпионат Южной Америки 1957              |
| 38                                        | 21 марта 1957                             | Лима                                      | Эквадор                                   | 7:1                                       | -                                         | Чемпионат Южной Америки 1957              |
| 39                                        | 23 марта 1957                             | Лима                                      | Колумбия                                  | 9:0                                       | -                                         | Чемпионат Южной Америки 1957              |
| 40                                        | 28 марта 1957                             | Лима                                      | Уругвай                                   | 2:3                                       | -                                         | Чемпионат Южной Америки 1957              |
| 41                                        | 13 апреля 1957                            | Лима                                      | Перу                                      | 1:1                                       | -                                         | Квалификация ЧМ-1958                      |
| 42                                        | 21 апреля 1957                            | Рио-де-Жанейро                            | Перу                                      | 1:0                                       | -                                         | Квалификация ЧМ-1958                      |
| 43                                        | 11 июня 1957                              | Рио-де-Жанейро                            | Португалия                                | 2:1                                       | -                                         | Товарищеский матч                         |
| 44                                        | 16 июня 1957                              | Сан-Паулу                                 | Португалия                                | 3:0                                       | -                                         | Товарищеский матч                         |
| 45                                        | 14 мая 1958                               | Рио-де-Жанейро                            | Болгария                                  | 4:0                                       | -                                         | Товарищеский матч                         |
| 46                                        | 18 мая 1958                               | Сан-Паулу                                 | Болгария                                  | 4:0                                       | -                                         | Товарищеский матч                         |
| 47                                        | 8 июня 1958                               | Уддевалла                                 | Австрия                                   | 3:0                                       | 1                                         | ЧМ-1958                                   |
| 48                                        | 11 июня 1958                              | Гётеборг                                  | Англия                                    | 0:0                                       | -                                         | ЧМ-1958                                   |
| 49                                        | 15 июня 1958                              | Гётеборг                                  | СССР                                      | 2:0                                       | -                                         | ЧМ-1958                                   |
| 50                                        | 19 июня 1958                              | Гётеборг                                  | Уэльс                                     | 1:0                                       | -                                         | ЧМ-1958                                   |
| 51                                        | 24 июня 1958                              | Стокгольм                                 | Франция                                   | 5:2                                       | -                                         | ЧМ-1958                                   |
| 52                                        | 29 июня 1958                              | Стокгольм                                 | Швеция                                    | 5:2                                       | -                                         | ЧМ-1958                                   |
| 53                                        | 10 марта 1959                             | Буэнос-Айрес                              | Перу                                      | 2-2                                       | -                                         | Чемпионат Южной Америки 1959              |
| 54                                        | 13 мая 1959                               | Рио-де-Жанейро                            | Англия                                    | 2:0                                       | -                                         | Товарищеский матч                         |
| 55                                        | 29 апреля 1960                            | Каир                                      | Египет                                    | 5:0                                       | -                                         | Товарищеский матч                         |
| 56                                        | 1 мая 1960                                | Александрия                               | Египет                                    | 3:1                                       | -                                         | Товарищеский матч                         |
| 57                                        | 6 мая 1960                                | Каир                                      | Египет                                    | 3:0                                       | -                                         | Товарищеский матч                         |
| 58                                        | 10 мая 1960                               | Копенгаген                                | Дания                                     | 4:3                                       | -                                         | Товарищеский матч                         |
| 59                                        | 29 июня 1960                              | Рио-де-Жанейро                            | Чили                                      | 4:0                                       | -                                         | Товарищеский матч                         |
| 60                                        | 3 июля 1960                               | Асунсьон                                  | Парагвай                                  | 2:1                                       | -                                         | Кубок Атлантики                           |
| 61                                        | 9 июля 1960                               | Монтевидео                                | Уругвай                                   | 0:1                                       | -                                         | Кубок Атлантики                           |
| 62                                        | 12 июля 1960                              | Рио-де-Жанейро                            | Аргентина                                 | 5:1                                       | -                                         | Кубок Атлантики                           |
| 63                                        | 30 апреля 1961                            | Асунсьон                                  | Парагвай                                  | 2:0                                       | -                                         | Кубок Освалдо Круза                       |
| 64                                        | 3 мая 1961                                | Асунсьон                                  | Парагвай                                  | 3:2                                       | -                                         | Кубок Освалдо Круза                       |
| 65                                        | 7 мая 1961                                | Сантьяго                                  | Чили                                      | 2:1                                       | -                                         | Кубок О'Хиггинса                          |
| 66                                        | 21 апреля 1962                            | Рио-де-Жанейро                            | Парагвай                                  | 6:0                                       | 1                                         | Кубок Освалдо Круза                       |
| 67                                        | 6 мая 1962                                | Сан-Паулу                                 | Португалия                                | 2:1                                       | -                                         | Товарищеский матч                         |
| 68                                        | 12 мая 1962                               | Рио-де-Жанейро                            | Уэльс                                     | 3:1                                       | -                                         | Товарищеский матч                         |
| 69                                        | 16 мая 1962                               | Сан-Паулу                                 | Уэльс                                     | 3:1                                       | -                                         | Товарищеский матч                         |
| 70                                        | 30 мая 1962                               | Винья-дель-Мар                            | Мексика                                   | 2:0                                       | -                                         | ЧМ-1962                                   |
| 71                                        | 2 июня 1962                               | Винья-дель-Мар                            | Чехословакия                              | 0:0                                       | -                                         | ЧМ-1962                                   |
| 72                                        | 6 июня 1962                               | Винья-дель-Мар                            | Испания                                   | 2:1                                       | -                                         | ЧМ-1962                                   |
| 73                                        | 10 июня 1962                              | Винья-дель-Мар                            | Англия                                    | 3:1                                       | -                                         | ЧМ-1962                                   |
| 74                                        | 13 июня 1962                              | Сантьяго                                  | Чили                                      | 4:2                                       | -                                         | ЧМ-1962                                   |
| 75                                        | 17 июня 1962                              | Сантьяго                                  | Чехословакия                              | 3:1                                       | -                                         | ЧМ-1962                                   |

### Неофициальные игры
| Неофициальные матчи Нилтона Сантоса за сборную Бразилии | Неофициальные матчи Нилтона Сантоса за сборную Бразилии | Неофициальные матчи Нилтона Сантоса за сборную Бразилии | Неофициальные матчи Нилтона Сантоса за сборную Бразилии | Неофициальные матчи Нилтона Сантоса за сборную Бразилии | Неофициальные матчи Нилтона Сантоса за сборную Бразилии | Неофициальные матчи Нилтона Сантоса за сборную Бразилии |
| ------------------------------------------------------- | ------------------------------------------------------- | ------------------------------------------------------- | ------------------------------------------------------- | ------------------------------------------------------- | ------------------------------------------------------- | ------------------------------------------------------- |
| №                                                       | Дата                                                    | Место проведения                                        | Оппонент                                                | Счёт                                                    | Голы                                                    |                                                         |
| 1                                                       | 11 июня 1950                                            | Рио-де-Жанейро                                          | Сан-Паулу                                               | 4:3                                                     | -                                                       |                                                         |
| 2                                                       | 2 мая 1952                                              | Сан-Паулу                                               | Комбинадо-Коломбиано                                    | 4:1                                                     | -                                                       |                                                         |
| 2                                                       | 9 мая 1952                                              | Рио-де-Жанейро                                          | Комбинадо-Коломбиано                                    | 2:0                                                     | -                                                       |                                                         |
| 3                                                       | 25 марта 1956                                           | Белу-Оризонти                                           | Атлетико Минейро                                        | 1:0                                                     | -                                                       |                                                         |
| 4                                                       | 1 апреля 1956                                           | Ресифи                                                  | Пернамбукану                                            | 2:0                                                     | -                                                       |                                                         |
| 5                                                       | 21 мая 1958                                             | Сан-Паулу                                               | Коринтианс                                              | 5:0                                                     | -                                                       |                                                         |
| 6                                                       | 29 мая 1958                                             | Флоренция                                               | Фиорентина                                              | 4:0                                                     | -                                                       |                                                         |
| 7                                                       | 1 июня 1958                                             | Милан                                                   | Интернационале                                          | 4:0                                                     | -                                                       |                                                         |
| 8                                                       | 8 мая 1960                                              | Мальмё                                                  | Мальмё                                                  | 7:1                                                     | -                                                       |                                                         |
| 9                                                       | 12 мая 1960                                             | Милан                                                   | Интернационале                                          | 2:2                                                     | -                                                       |                                                         |
| 10                                                      | 16 мая 1960                                             | Лиссабон                                                | Спортинг (Лиссабон)                                     | 4:0                                                     | -                                                       |                                                         |

## Достижения
«Ботафого»
- Чемпион штата Рио-де-Жанейро: 1948, 1957, 1961, 1962
- Победитель турнира Рио — Сан-Паулу: 1962, 1964

Сборная Бразилии
- Чемпион Южной Америки: 1949
- Обладатель Кубка Рио-Бранко: 1950
- Обладатель Кубка Освалдо Круза: 1950, 1955, 1961, 1962
- Чемпион Панамерики: 1952
- Обладатель Кубка О’Хиггинса: 1955, 1961
- Обладатель Кубка Атлантики: 1956, 1960
- Чемпион мира: 1958, 1962

## Личная жизнь
Нилтон был дважды женат. От первого брака с Абигайл Тейшейра (расписались в 1953 году) у него было двое сыновей — Карлос Эдуардо и Андреа.
Со второй женой, Марией Селией Коэли де Альбукерке дос Сантос, он познакомился уже после окончании карьеры в 1971 году и прожил с ней всю оставшуюся жизнь. Детей у супругов не было.